# Picuiduif
De picuiduif (Columbina picui) is een vogel uit de familie Columbidae (Duiven).

## Verspreiding en leefgebied
Deze soort komt voor van noordoostelijk Brazilië tot centraal Chili en zuidelijk Argentinië en telt twee ondersoorten:
- C. p. strepitans: noordoostelijk Brazilië.
- C. p. picui: van Bolivia en zuidelijk Brazilië tot centraal Chili en zuidelijk Argentinië.